# Rādha Kund
Rādha Kund är en ort i Indien.   Den ligger i distriktet Mathura och delstaten Uttar Pradesh, i den norra delen av landet, 130 km söder om huvudstaden New Delhi. Rādha Kund ligger 190 meter över havet och antalet invånare är 6 420.
Terrängen runt Rādha Kund är mycket platt. Runt Rādha Kund är det tätbefolkat, med 881 invånare per kvadratkilometer. Närmaste större samhälle är Mathura, 18,0 km öster om Rādha Kund. Trakten runt Rādha Kund består till största delen av jordbruksmark.